# Рожер Фернандіш
Рожер Ферна́ндіш (порт. Roger Fernandes; нар. 21 листопада 2005, Бісау) — португальський футболіст, вінгер клубу «Брага».

## Клубна кар'єра
Вихованець футбольної академії «Браги», до якої приєднався 2014 року. 31 липня 2021 року дебютував в основному складі «Браги» в матчі Суперкубка Португалії проти лісабонського «Спортінга», вийшовши на заміну Галено. Таким чином у віці 15 років, 8 місяців і 12 днів став наймолодшим учасником Суперкубку Португалії в історії. 14 серпня 2021 року дебютував у португальській Прімейра-лізі в матчі проти «Спортінга». У віці 15 років, 8 місяців і 24 днів став наймолодшим дебютантом португальського чемпіонату, побивши рекорд, що установив Даріу Ессугу в березні 2021 року.
17 жовтня 2021 року в матчі Кубка Португалії проти «Мойтенсе» забив свій перший гол за «Брагу», ставши наймолодшим автором голу в історії клубу. 2 грудня підписав з «Брагою» свій перший професіональний контракт, що розрахований до 2024 року. 30 грудня 2021 року в поєдинку проти «Ароуки» вперше відзначився м'ячами в Прімейра-лізі, оформивши дубль. У віці 16 років, 3 місяців і 9 днів став наймолодшим автором голу в чемпіонаті Португалії, перевершивши досягнення, що належало гравцю «Фамалікана» Педру Фразану з листопада 2021 року. 17 лютого 2022 року в поєдинку стикових матчів Ліги Європи УЄФА проти молдавського «Шерифа» дебютував у єврокубках.
28 вересня 2022 року англійська газета The Guardian назвала його одним з 60-ти найкращих футболістів світу 2005 року народження. В сезоні 2022–23 виступав за резервну команду «Брага Б».
22 лютого 2024 року в матчі плей-оф Ліги Європи проти азербайджанського «Карабаха» відзначився голом, ставши у віці 18 років і 3 місяців наймолодшим автором голу «Браги» у єврокубках. У сезоні 2023–24 забив 3 голи і віддав 6 гольових передач у 24 поєдинках за «Брагу», допомігши команді здобути Кубок португальської ліги.
26 червня 2024 року продовжив контракт з «Брагою» до літа 2028 року.

## Кар'єра в збірній
Народився у Гвінеї-Бісау, після чого у ранньому віці переїхав з родиною в Португалію. 4 квітня 2025 року отримав офіційний дозвіл від ФІФА представляти збірні Португалії на міжнародному рівні. В червні 2025 року потрапив в заявку збірної до 21 року на молодіжний чемпіонат Європи в Словаччині.. 11 червня 2025 року в поєдинку проти збірної Франції дебютував за молодіжну збірну. На турнірі провів три матчі, а його команда дійшла до чвертьфіналу, де поступилась нідерландцям

## Статистика виступів
Станом на 17 серпня 2025
| Клуб              | Сезон             | Чемпіонат         | Чемпіонат | Чемпіонат | Кубок | Кубок | Кубок ліги | Кубок ліги | Єврокубки | Єврокубки | Інші  | Інші | Всього | Всього |
| Клуб              | Сезон             | Дивізіон          | Матчі     | Голи      | Матчі | Голи  | Матчі      | Голи       | Матчі     | Голи      | Матчі | Голи | Матчі  | Голи   |
| ----------------- | ----------------- | ----------------- | --------- | --------- | ----- | ----- | ---------- | ---------- | --------- | --------- | ----- | ---- | ------ | ------ |
| Брага Б           | 2022–23           | Терсейра-ліга     | 25        | 1         | —     | —     | —          | —          | —         | —         | 1     | 0    | 26     | 1      |
| Брага Б           | 2023–24           | Терсейра-ліга     | 7         | 1         | —     | —     | —          | —          | —         | —         | —     | —    | 7      | 1      |
| Брага Б           | Всього            | Всього            | 32        | 2         | —     | —     | —          | —          | —         | —         | 1     | 0    | 33     | 2      |
| Брага             | 2021–22           | Прімейра-ліга     | 7         | 2         | 2     | 1     | 0          | 0          | 1         | 0         | 1     | 0    | 11     | 3      |
| Брага             | 2022–23           | Прімейра-ліга     | 0         | 0         | 0     | 0     | 1          | 0          | 0         | 0         | 0     | 0    | 1      | 0      |
| Брага             | 2023–24           | Прімейра-ліга     | 14        | 2         | 3     | 0     | 3          | 0          | 4         | 1         | —     | —    | 24     | 3      |
| Брага             | 2024–25           | Прімейра-ліга     | 28        | 3         | 4     | 0     | 2          | 0          | 14        | 2         | —     | —    | 48     | 5      |
| Брага             | 2025–26           | Прімейра-ліга     | 2         | 0         | 0     | 0     | 0          | 0          | 2         | 0         | —     | —    | 4      | 0      |
| Брага             | Всього            | Всього            | 51        | 7         | 9     | 1     | 6          | 0          | 21        | 3         | 1     | 0    | 88     | 11     |
| Всього за кар'єру | Всього за кар'єру | Всього за кар'єру | 83        | 7         | 9     | 1     | 6          | 0          | 21        | 3         | 2     | 0    | 121    | 13     |

1. ↑  Матчі в плей-оф Сегунди-ліги
2. 1 2 3  Матчі в Лізі Європи УЄФА
3. ↑  Матчі в Суперкубку Португалії
4. ↑  2 матчі в Лізі чемпіонів УЄФА, 2 матчі та 1 гол у Лізі Європи УЄФА

## Досягнення
«Брага»
- Володар Кубка португальської ліги: 2023–24[27]

Особисті
- Молодий гравець місяця Прімейра-ліги: лютий 2025